# Marino Pole, Plovdiv
Marino Pole (în bulgară Марино поле) este un sat în Obștina Karlovo, Regiunea Plovdiv, Bulgaria.

## Demografie
Componența etnică a satului Marino Pole
     Bulgari (100%)
     Nicio identificare (0%)
     Altele (0%)
La recensământul din 2011, populația satului Marino Pole era de 43 locuitori. Din punct de vedere etnic, majoritatea locuitorilor (100,0%) erau bulgari. Pentru 0,0% din locuitori nu este cunoscută apartenența etnică.